# Doune Stable

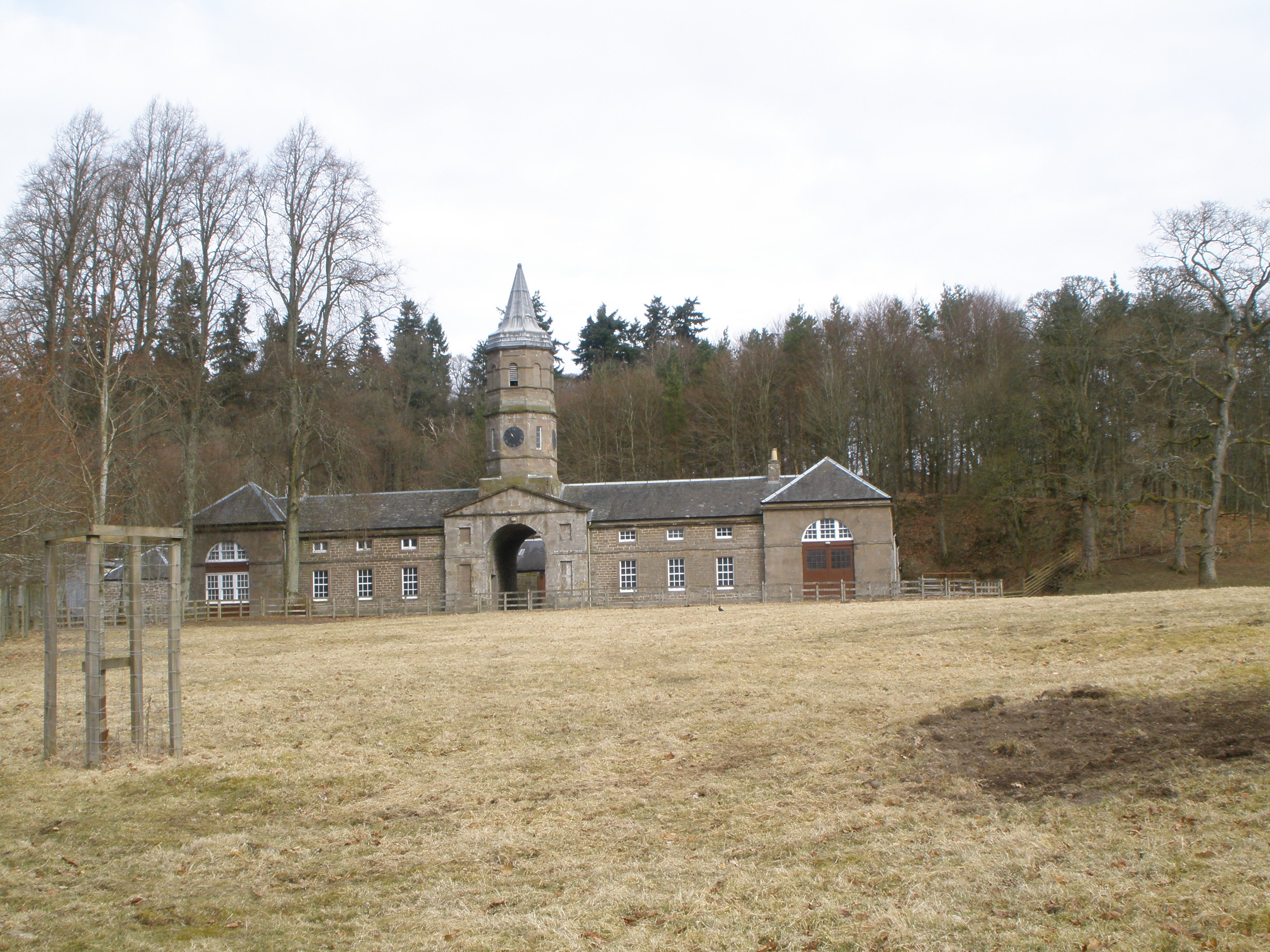
Doune Stable

Der Doune Stable ist eine Stallung nahe der schottischen Ortschaft Doune in der Council Area Stirling. 1971 wurde das Bauwerk in die schottischen Denkmallisten in der höchsten Denkmalkategorie A aufgenommen.

## Beschreibung
Die Stallung wurde zwischen 1807 und 1809 errichtet. Für den Entwurf zeichnet der schottische Architekt William Stirling verantwortlich. Der Doune Stable steht weitgehend isoliert in dem Weiler Buchany rund zwei Kilometer nordwestlich von Doune. Die direkt südlich verlaufende Fernstraße A84 schließt das Gebäude an das Straßennetz an.
Es handelt sich um vier längliche Gebäude, die einen Innenhof vollständig umschließen, woraus ein quadratischer Grundriss resultiert. Entlang der Hauptfassade besteht das Mauerwerk aus einem Schichtenmauerwerk aus Steinquadern. Oberhalb des Torweges an der Südwestseite ragt ein Turm mit oktogonalem Grundriss auf. Der Uhrenturm schließt mit einem kurzen Helm. Die Uhr weist das Baujahr 1809 aus. Die zweistöckigen Gebäude schließen mit Satteldächern. Eine Ausnahme bildet die Südwestflanke, die mit einem Walmdach schließt.